# Rhabdomys
Rhabdomys é um gênero de roedores da família Muridae.

## Espécies
- Rhabdomys dilectus (de Winton, 1897)
- Rhabdomys pumilio (Sparrman, 1784)